# تیئنوبنزودیازپین

ساختار کلی تیئنوبنزودیازپین‌ها که در آن هسته با رنگ مشکی، زرد و آبی مشخص شده‌است. خاکستری گروه‌های عاملی جانبی را به تصویر می‌کشد.

تیئنوبنزودیازپین (به انگلیسی: Thienobenzodiazepine) یک ترکیب هتروسیکل است که از یک حلقه دیازپین که با حلقه تیوفن و حلقه بنزن جوش خورده‌است، تشکیل شده. تیئنوبنزودیازپین هسته مرکزی داروهایی از جمله الانزاپین (Zyprexa) که یک آنتی‌سایکوتیک آتیپیک است و تلنزپین که یک آنتی موسکارینی است را تشکیل می‌دهد. تیئنوبنزودیازپین‌ها به شکل نسبتاً انتخابی بر روی زیر واحد α۲ از گیرنده گابا A عمل می‌کنند.